# Hybognathus regius
Hybognathus regius är en fiskart som beskrevs av Girard, 1856. Hybognathus regius ingår i släktet Hybognathus och familjen karpfiskar. Inga underarter finns listade i Catalogue of Life.